# Лефлуномід
Лефлуномід (англ. Leflunomide, лат. Leflunomidum) — синтетичний лікарський препарат, який за своєю хімічною структурою є похідним ізоксазолу, та застосовується перорально. Лефлуномід розроблений у лабораторії компанії «Sanofi Aventis», та застосовується у клінічній практиці з 1998 року під торговельною назвою «Арава».

## Фармакологічні властивості
Лефлуномід — синтетичний лікарський засіб, який за своєю хімічною структурою є похідним ізоксазолу. Механізм дії препарату полягає в інгібуванні ферменту дигідрооротатдегідрогенази, яке забезпечує активний метаболіт препарату — А77 1726, або терифлуномід. Внаслідок інгібування фермента гальмується синтез піримідинових нуклеотидів в G1-фазі та S-фазі мітозу, переважно у Т-лімфоцитах, що призводить до інгібування проліферації як лімфоцитів, так і моноцитів, наслідком чого є зниження імунної відповіді за рахунок пригнічення синтезу прозапальних цитокінів, зменшення синтезу антитіл, пригнічення фактору транскрипції NF–kb, та пригнічення ЦОГ-2. Лефлуномід також гальмує вивільнення фактору некрозу пухлини (ФНО-α), знижує синтез матриксних металопротеаз, знижує виділення кисневих радикалів, знижує хемотаксис нейтрофілів та гальмує синтез р53 — регулятора негативного клітинного циклу. Лефлуномід розроблений як базисний препарат для лікування ревматоїдного артриту, та застосовується як один із препаратів першої лінії для лікування даного захворювання. Лефлуномід ефективний при застосуванні як у монотерапії, так і в комбінації з іншими базисними препаратами, зокрема сульфасалазином або метотрексатом, глюкокортикоїдними гормонами, а також із біологічними препаратами, зокрема моноклональними антитілами (інфліксімабом, адалімумабом, ритуксімабом, тоцилізумабом, етанерцептом). Щоправда. застосування лефлуноміду в комбінації з іншими препаратами збільшує частоту побічних ефектів препарату. Лефлуномід дещо ефективніший при застосуванні препарату на ранніх стадіях ревматоїдного артриту. Лефлуномід також застосовується у лікуванні псоріатичного артриту, у багатьох дослідженнях показана ефективність препарату при системному червоному вовчаку та хворобі Крона. Проводяться клінічні дослідження щодо ефективності лефлуноміду при спричиненій BK-вірусом діабетичній нефропатії, хворобі Кімури, синдромі Фелті, синдромі Такаясу та синдромі Вегенера, анкілозуючому спондилоартриті, саркоїдозі, увеїті, синдромі Стілла, раку простати та пемфігоїді. Досліджується також ефективність препарату при трансплантації органів для профілактики реакції відторгнення трансплантату.

### Фармакокінетика
Лефлуномід добре, але повільно всмоктується після перорального застосування, біодоступність препарату при пероральному застосуванні становить 82—95 %. Максимальна концентрація препарату досягається протягом 6—12 годин після перорального застосування. Лефлуномід швидко метаболізується у стінці кишечнику та печінці до активного метаболіта А77 1726 (терифлуноміда), максимальна концентрація якого у крові досягається протягом 1—24 годин після застосування. Лефлуномід майже повністю (на 99 %) зв'язується з білками плазми крові. Препарат проникає через плацентарний бар'єр та виділяється в грудне молоко. Метаболізується лефлуномід у кишечній стінці та в печінці із утворенням одного активного та кількох неактивних метаболітів. Виводиться препарат із організму із калом (48 %) та сечею (43 %) у вигляді метаболітів. Період напіввиведення лефлуноміду складає у середньому 14 днів, при нирковій недостатності цей час подовжується.

## Показання до застосування
Лефлуномід застосовують для лікування ревматоїдного артриту та псоріатичного артриту.

## Побічна дія
При застосуванні лефлуноміду побічні ефекти спостерігаються приблизно у 5 % випадків при монотерапії препаратом, при комбінованій терапії ризик побічних ефектів зростає до більш ніж 20 %. Найчастішими побічними ефектами лефлуноміду є діарея (13 % випадків), грипоподібний синдром (12, 5 %), підвищення активності аланінамінотрансферази (12,5 %), головний біль (11,5 %), нудота (9,4 %), висипання на шкірі (7,3 %), підвищена втомлюваність або сонливість (6,3 %) та алопеція. Іншими побічними ефектами лефлуноміду є:
- Алергічні реакції та з боку шкірних покривів — свербіж шкіри, екзема, фотодерматоз, сухість шкіри, кропив'янка, синдром Стівенса-Джонсона, синдром Лаєлла, анафілактичні реакції.
- З боку травної системи — виразковий стоматит, виразки губ, блювання, зниження апетиту, біль у животі; рідко гепатит, жовтяниця, холестаз; вкрай рідко гостра дистрофія печінки або печінкова недостатність.
- З боку серцево-судинної системи — артеріальна гіпертензія.
- З боку опорно-рухового апарату — тендовагініт, розриви сухожиль.
- З боку дихальної системи — риніт, бронхіт, пневмонія.
- Інфекційні ускладнення та імунологічні порушення — сепсис, важкі інфекційні хвороби, збільшення ризику розвитку злоякісних пухлин та лімфопроліферативних захворювань.
- Зміни в лабораторних аналізах — анемія, тромбоцитопенія, лейкопенія, еозинофілія, панцитопенія, агранулоцитоз, гіперліпідемія, гіпофосфатемія, підвищення рівня білірубіну, підвищення активності амінотрансфераз у крові.

## Протипокази
Лефлуномід протипоказаний при підвищеній чутливості до препарату; при вираженому пригніченні функції кісткового мозку; анемії, тромбоцитопенії або лейкопенії (крім спричинених ревматоїдним артритом); тяжких активних інфекційних захворюваннях; тяжких імунодефіцитах (у тому числі при СНІДі); виражених порушеннях функції печінки або нирок; тяжкій гіпопротеїнемії; вагітності та годуванні грудьми; у дитячому та підлітковому віці.

## Форми випуску
Лефлуномід випускається у вигляді таблеток по 0.01; 0,02 та 0,1 г.